# Hauke Trinks
Hauke Trinks (* 19. Februar 1943 in Berlin; † im Dezember 2016 in Norwegen) war ein deutscher Physiker.

## Leben
Hauke Trinks war Professor für Experimentalphysik an der Technischen Universität Hamburg-Harburg und Gründungspräsident des dort angesiedelten Northern Institute of Technology Management.
Trinks wuchs von 1950 bis 1958 in Schweden auf. Er studierte 1964 bis 1969 Physik an der Universität Bonn. 1972 wurde er an der Universität Freiburg promoviert. 1974 wurde er Professor für Messtechnik an der Universität der Bundeswehr Hamburg, 1982 Leiter des Instituts für Messtechnik an der TU Hamburg-Harburg. Von 1990 bis 1993 lehrte er an der Universität Tromsø in Norwegen und war anschließend bis 1999 Präsident der TU Hamburg-Harburg. Er gehörte der Freitagsgesellschaft Helmut Schmidts an.
Hauke Trinks, der als Fallschirmspringer und Einhandsegler auch privat das Abenteuer suchte, unternahm zwei Überwinterungsexpeditionen auf der Inselgruppe Spitzbergen im Nordpolarmeer. Im Winter 1999/2000 lebte er isoliert auf einem im Meereis eingeschlossenen Segelboot in der Bucht Mushamna auf der Insel Spitzbergen.
Von Juni 2002 bis August 2003 verbrachte er zusammen mit der Engländerin Marie Tièche 14 Monate in einer Hütte an der Bucht Kinnvika der Insel Nordostland. Beide Expeditionen dienten Forschungsarbeiten. Trinks Forschungen geben einen Hinweis darauf, dass die Anfänge des Lebens, die chemische Evolution, ausreichend molekülstabilisierende Bedingungen nur im Eis gefunden haben konnten und nicht in der heißen Ursuppe, wie weitgehend angenommen.
Zuletzt lebte er auf der kleinen westnorwegischen Insel Utsira.

## Werke
- Auf den Spuren des Lebens. Bericht zur Expedition in das Eis von Spitzbergen, vom 17. Mai 1999 bis 14. September 2000 („Origin of life in sea ice“). Shaker Verlag, Aachen 2001, ISBN 3-8265-8600-X.
- mit Christof Biebricher und Wolfgang Schröder: Eis und die Entstehung des Lebens („Ice and the origin of life“). Shaker Verlag, Aachen 2003, ISBN 3-8322-1493-3.
- Leben im Eis. Tagebuch einer Forschungsreise in die Polarnacht. Neuaufl. Verlag Frederking & Thaler, München 2004, ISBN 3-89405-232-5.
- Das Spitzbergen-Experiment. Ein Forscher, eine Frau und die Theorie vom Ursprung des Lebens. Verlag Frederking & Thaler, München 2004, ISBN 3-89405-479-4.

## Hauke Trinks-Preis
Seit dem Jahr 2018 wird jährlich der "Hauke Trinks-Preis" durch das NIT Northern Institute of Technology Management vergeben. Mit dem Preis will das private Bildungsinstitut das Andenken und die Werte von Prof. Hauke Trinks, dem Gründungsvater des NIT, würdigen. Mit der Auszeichnung sollen Studierende und Absolventen von Bachelor-Studiengängen norddeutscher Universitäten und Hochschulen aus mathematischen, ingenieurwissenschaftlichen, naturwissenschaftlichen und technischen Studiengängen (MINT) ausgezeichnet werden, die im Rahmen ihrer Abschlussarbeit ein hohes Maß an wissenschaftlicher Neugier bewiesen, sowie originelle und interdisziplinäre Ansätze zum wissenschaftlichen Erkenntnisgewinn verfolgt haben. Der Preis ist mit 1000 Euro für den ersten Platz, sowie 600 bzw. 400 Euro für den zweiten und dritten Platz dotiert.